# .ly
.ly ist die länderspezifische Top-Level-Domain (ccTLD) des Staates Libyen. Diese Top-Level-Domain wurde am 23. April 1997 eingeführt. Technisch verwaltet wird sie von der General Post and Telecommunication Company Al Zawia in Tripolis sowie auf sechs anderen Servern im Land.

## Eigenschaften
Eine Domain unterhalb von .ly darf zwischen drei und 63 Zeichen lang sein. Internationalisierte Domainnamen werden bislang nicht unterstützt. Die Registrierung einer .ly-Domain steht jeder natürlichen oder juristischen Person offen, es gibt keine besonderen Beschränkungen bei der Vergabe. Allerdings wurden in der Vergangenheit mehrfach Domains mit pornographischem Bezug ohne Vorwarnung gelöscht.
Im Jahr 2011 sorgte der Bürgerkrieg in Libyen für Unsicherheit bezüglich der Erreichbarkeit von .ly-Domains. Obwohl drei der fünf autoritativen Nameserver der Top-Level-Domain im Ausland stehen, erhalten diese ihre Daten in regelmäßigen Abständen von den libyschen Nameservern. Der Kurz-URL-Dienst Bitly sah sich daher sogar gezwungen, im März 2011 einen alternativen Betrieb unter der Domain j.mp einzurichten, falls „bit.ly“ nicht erreichbar sein sollte. Zu einem größeren Ausfall in der Erreichbarkeit von .ly-Domains kam es während des Bürgerkriegs nicht.

## Bedeutung
Im Vergleich zu anderen länderspezifischen Top-Level-Domains erzielen .ly-Domains kontinuierlich hohe Preise auf Handelsplattformen wie Sedo. Grund dafür ist die Bildung von Adjektiven der Englischen Sprache, die zum Beispiel zu Domains wie love.ly führt. Auch der Verkauf von rep.ly brachte der Top-Level-Domain erhöhte Aufmerksamkeit.

## Weblink
- Website der Vergabestelle Al Zawia